# Nación de Refugiados
La Nación de Refugiados es una propuesta iniciada en 2015 para crear una nación nueva donde reasentar voluntariamente a la población refugiada del mundo para solucionar la crisis. Según estimaciones de Naciones Unidas, hay aproximadamente 60 millones de refugiados en el mundo.

## Propuesta
Nación de Refugiados vio como punto de partida junio del 2015 de mano de Jason Buzi. Obtuvo cobertura por parte de los medios de comunicación en julio de 2015, empezando con un artículo en el Washington Post.
En su propuesta, Buzi ofrece un número de alternativas para crear una nación de refugiados. Estas incluyen:
1. Comprar islas deshabitadas de un país como Filipinas o Indonesia.
2. Un país con mucha tierra habitable pero sin usar, ofreciendo o vendiendo esta tierra para la propuesta del establecimiento de una nación de refugiados. Un ejemplo dado es Finlandia
3. Un país insular escasamente poblado que acceda a convertirse en una nación de refugiados. Los autóctonos recibirían considerables beneficios económicos.
4. Islas artificiales creadas en aguas internacionales como patria para los refugiados.

## Financiación
Se ha propuesto que la financiación para la Nación de Refugiados provenga de gobiernos, ONG, las Naciones Unidas o donaciones. Jason Buzi, un exitoso empresario de la construcción del Área de la Bahía de San Francisco, había ganado prensa positiva como el benefactor detrás del proyecto Hidden Cash en 2014. Con la Nación de Refugiados, Buzi ha redactado la propuesta inicial, establecida online (www.refugeenation.org (enlace roto disponible en Internet Archive; véase el historial, la primera versión y la última).), y ganó repercusión gracias a una agencia de relaciones públicas.
En octubre del 2015, la Nación de Refugiados lanzó una campaña de crowdfunding con el objetivo de recaudar miles de millones de dólares para comprar tierra o islas como residencia permanente para los refugiados del mundo.

## Símbolos propuestos para la nación

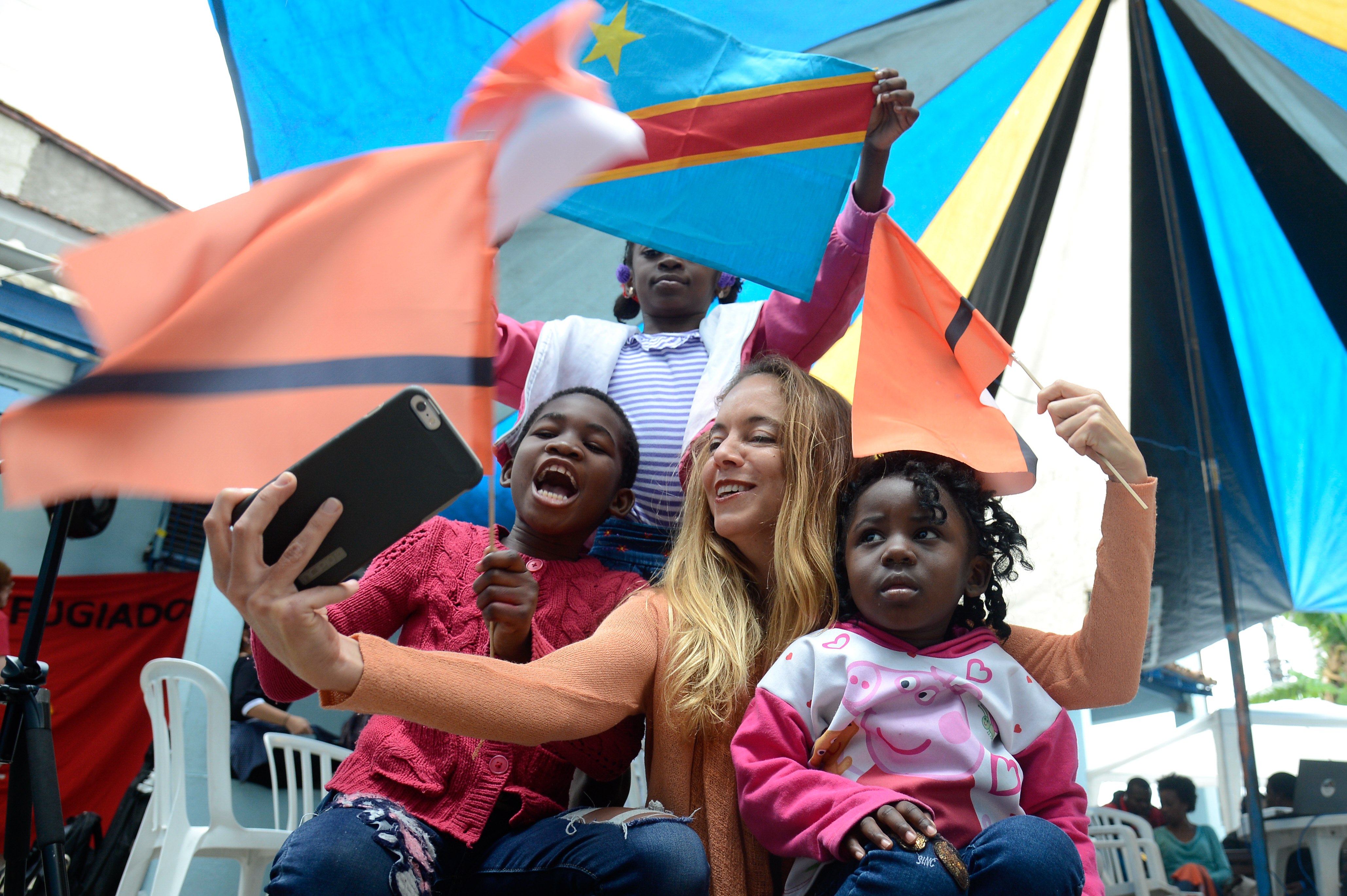
Uso no oficial de la bandera de la Nación de Refugiados en las Olimpiadas de 2016.

Bandera de los refugiados de Yara Said.

La refugiada siria Yara Said diseñó una bandera naranja haciendo alusión a los chalecos salvavidas de los refugiados en el Mediterráneo y otro refugiado, Moutaz Arian, creó un himno. Aunque ninguno de los dos símbolos obtuvo reconocimiento por parte del Comité Olímpico Internacional para poder representar al Equipo Olímpico de Atletas Refugiados en los Juegos Olímpicos de Río de Janeiro 2016, algunos seguidores utilizaron la bandera  de forma no oficial.

## Otras propuestas relacionadas
Menos de dos meses después de que la propuesta obtuviera cobertura en los grandes medios de comunicación, Naguib Sawiris, un millonario egipcio, se ofreció para comprar una isla mediterránea para albergar a los refugiados que huyen del conflicto sirio.